# Pieter Verbruggen (I)

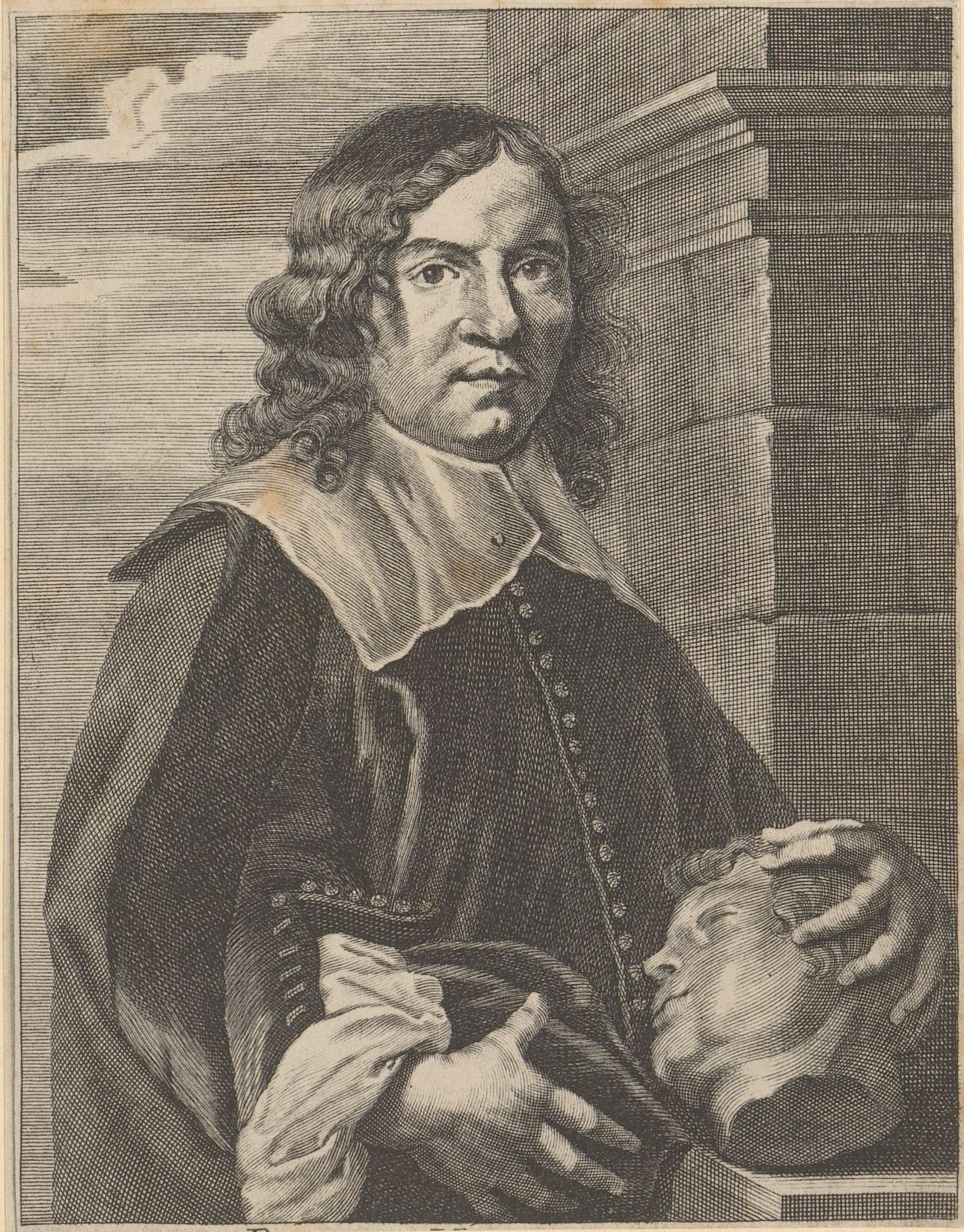
Portret van Pieter Verbruggen (I) gegraveerd door Conrad Lauwers naar een schilderij van Erasmus Quellinus

Pieter Verbruggen (I) (alternatieve spelling: Pieter Verbrugghen (I), Peter van der Brugghen (I), Pieter van der Brugghen (I), Peter Verbrugghen (I), Peeter Verbrugghen (I)) (Antwerpen 1615– aldaar, 1686) was een Vlaams beeldhouwer uit de baroktijd.

## Levensloop
Hij ging in 1625 in de leer als een 'beeltsnijder' (beeldhouwer) bij Simon de Neef, die een 'antijcsnijder' (sierbeeldhouwer) was. Daarna werkte hij onder Erasmus Quellinus I en in 1641 trouwde hij met diens dochter Cornelia Quellinus. Door zijn huwelijk werd hij de zwager van de toonaangevende Antwerpse beeldhouwer Artus Quellinus. Hij werd meester van het Antwerpse Sint-Lucasgilde in 1641 en in 1659 werd hij de deken van het Gilde. Zijn eerste vrouw overleed in 1662 en hij hertrouwde met Elisabeth Lemmens in 1665.
Hij was de vader van de beeldhouwers Pieter Verbruggen (II) en Hendrik Frans Verbruggen. Zijn dochter Suzanna trouwde met de beeldhouwer Peeter Meesens.
Zijn leerlingen waren Joannes Boecksent, Jan Claudius de Cock, Martin Desjardins, Bartholomeus Eggers, Jan-Lucas Faydherbe en Pieter Scheemaeckers. Zijn biografie werd opgenomen in Het Gulden Cabinet, het boek van Cornelis de Bie over Nederlandse en Vlaamse kunstenaars uit 1668 en werd vergezeld door zijn gegraveerd portret.

## Werken
Zijn werken behoren tot de Vlaamse hogebaroktraditie.
- De decoratie van de kast en front van het orgel in de Antwerpse kathedraal werd voltooid door Pieter Verbrugghen (I), op basis van een ontwerp gemaakt door Erasmus Quellinus.[4]]
- Zijn belangrijkste werk was de inrichting van de Sint-Pauluskerk in Antwerpen, waar hij de eiken biechtstoelen maakte in 1657-9. Hij maakte de eiken orgelkast in de kerk in samenwerking met Artus Quellinus in 1654. Samen met zijn zoon Pieter Verbrugghen (II) vervaardigde hij in 1670 het monumentaal hoogaltaar.
- In 1643 maakte hij het hoogaltaar voor de Franciscus-Xaveriuskerk, thans de Sint-Walburgakerk in Brugge.

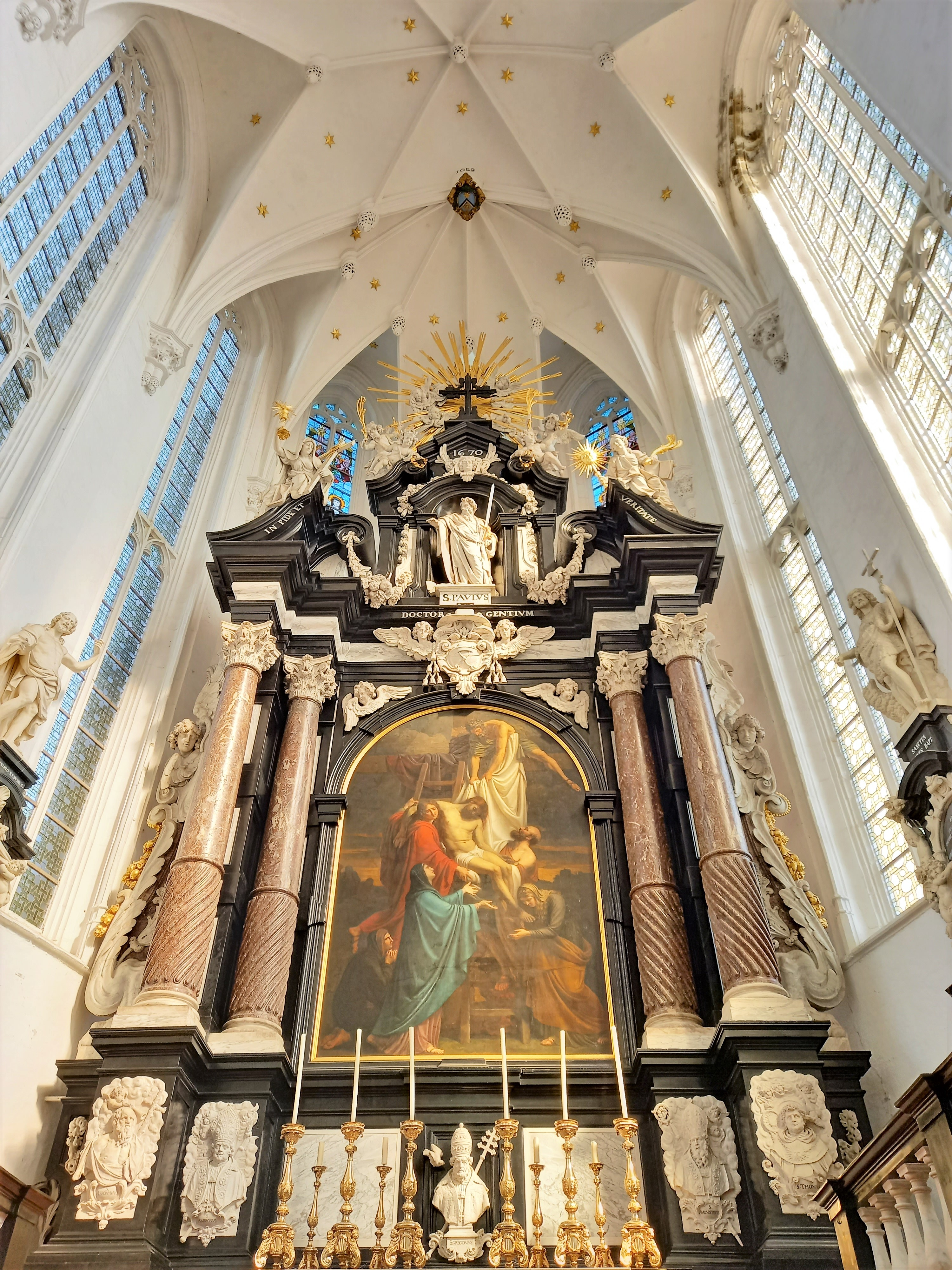
Altaar Sint-Pauluskerk (Antwerpen)
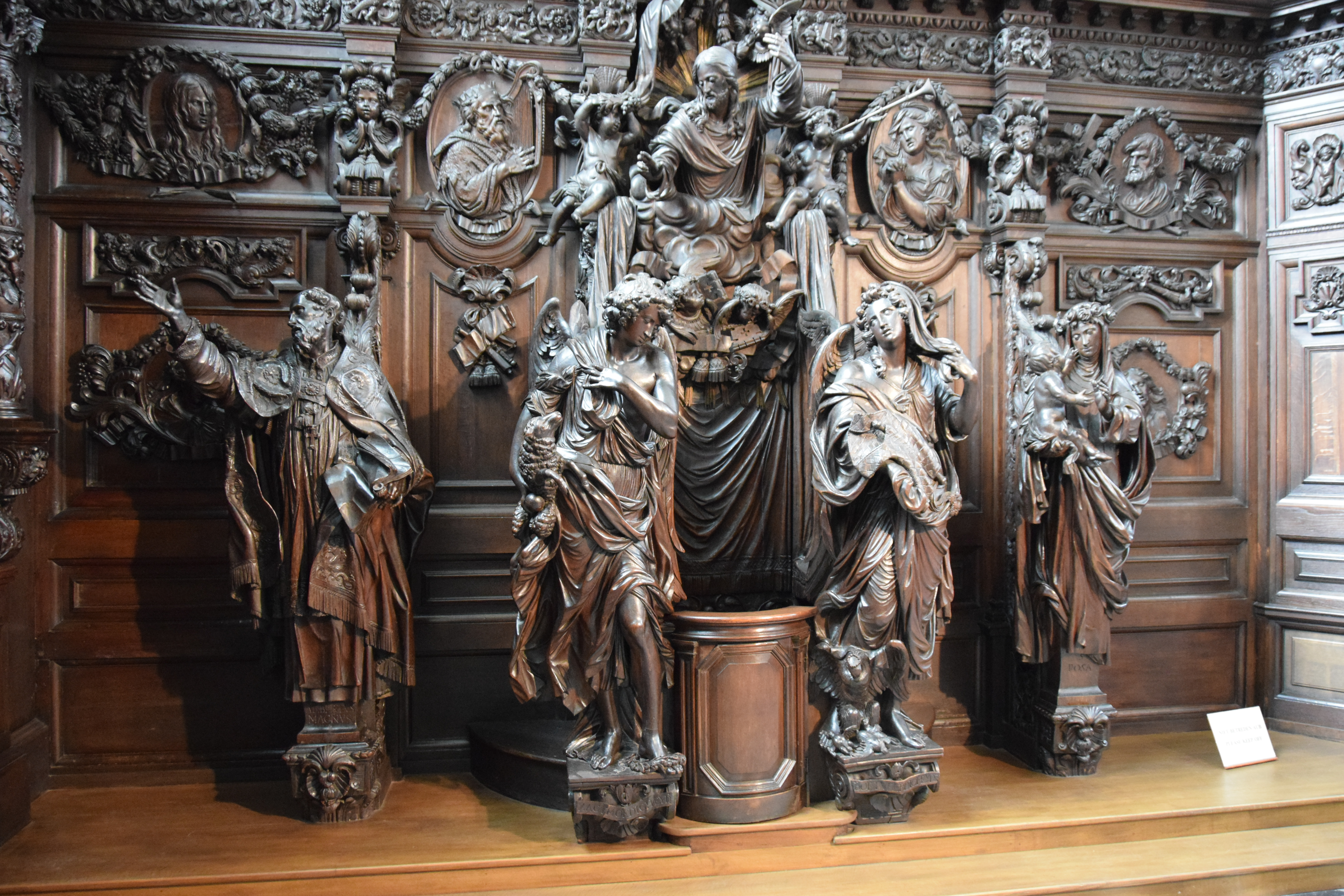
Biechtstoelen Sint-Pauluskerk (Antwerpen)
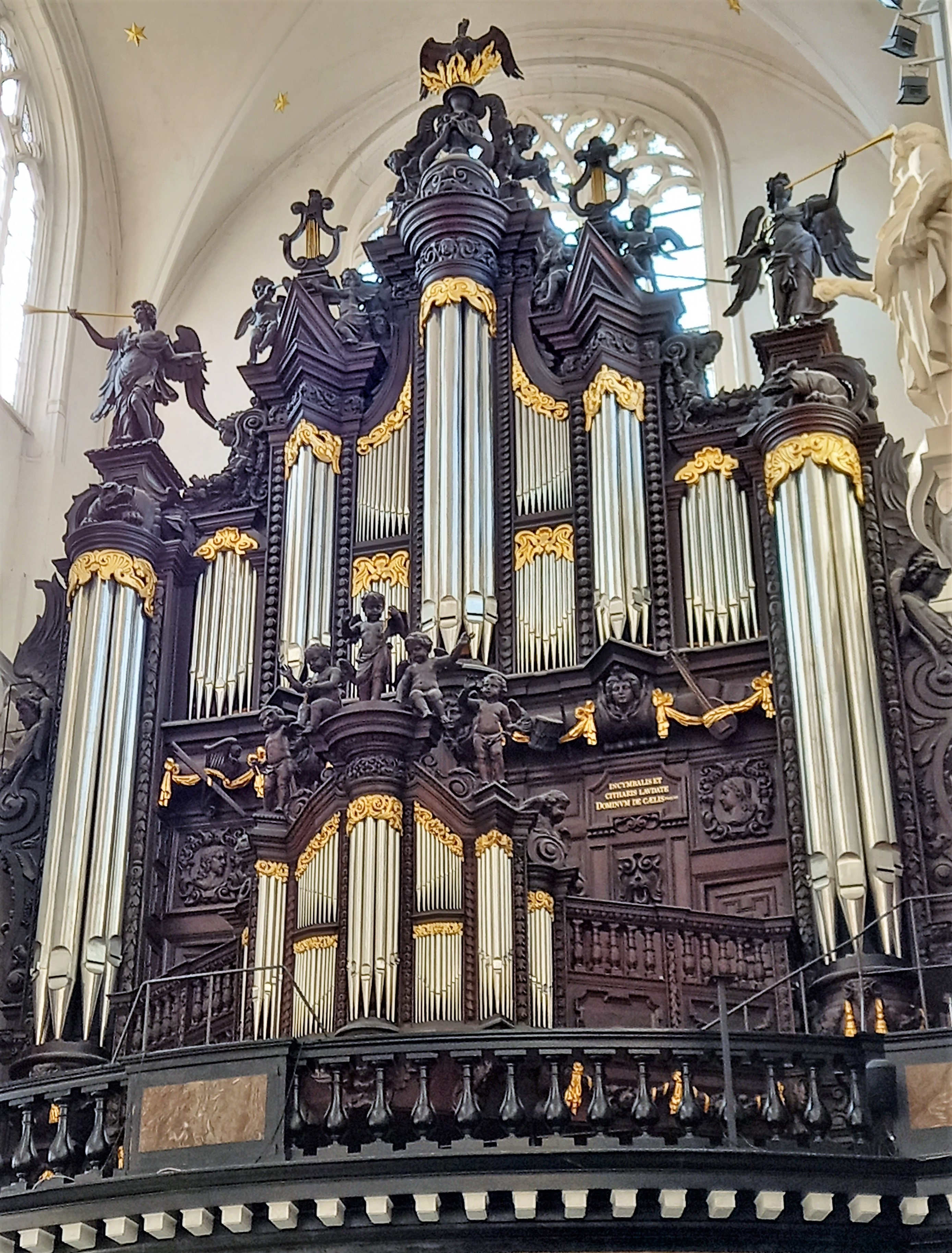
Orgelkast Sint-Pauluskerk
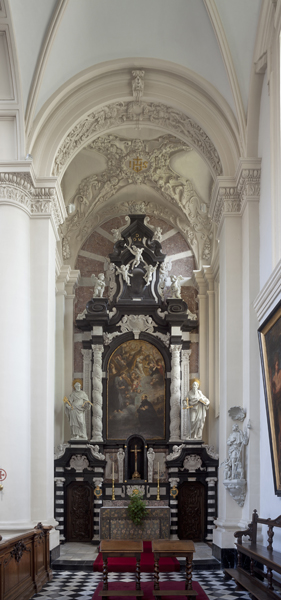
Zij-altaar Sint-Walburgakerk (Brugge)
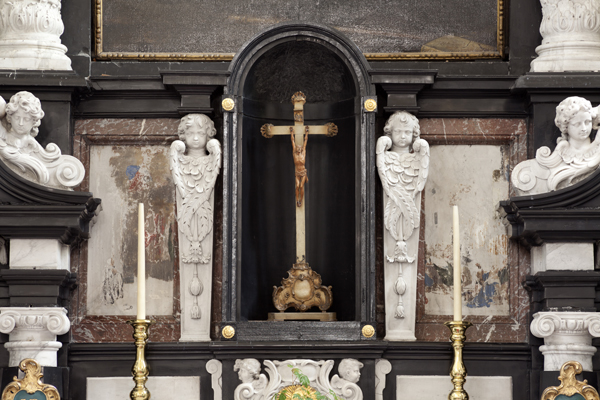
Detail Sint-Walburgakerk
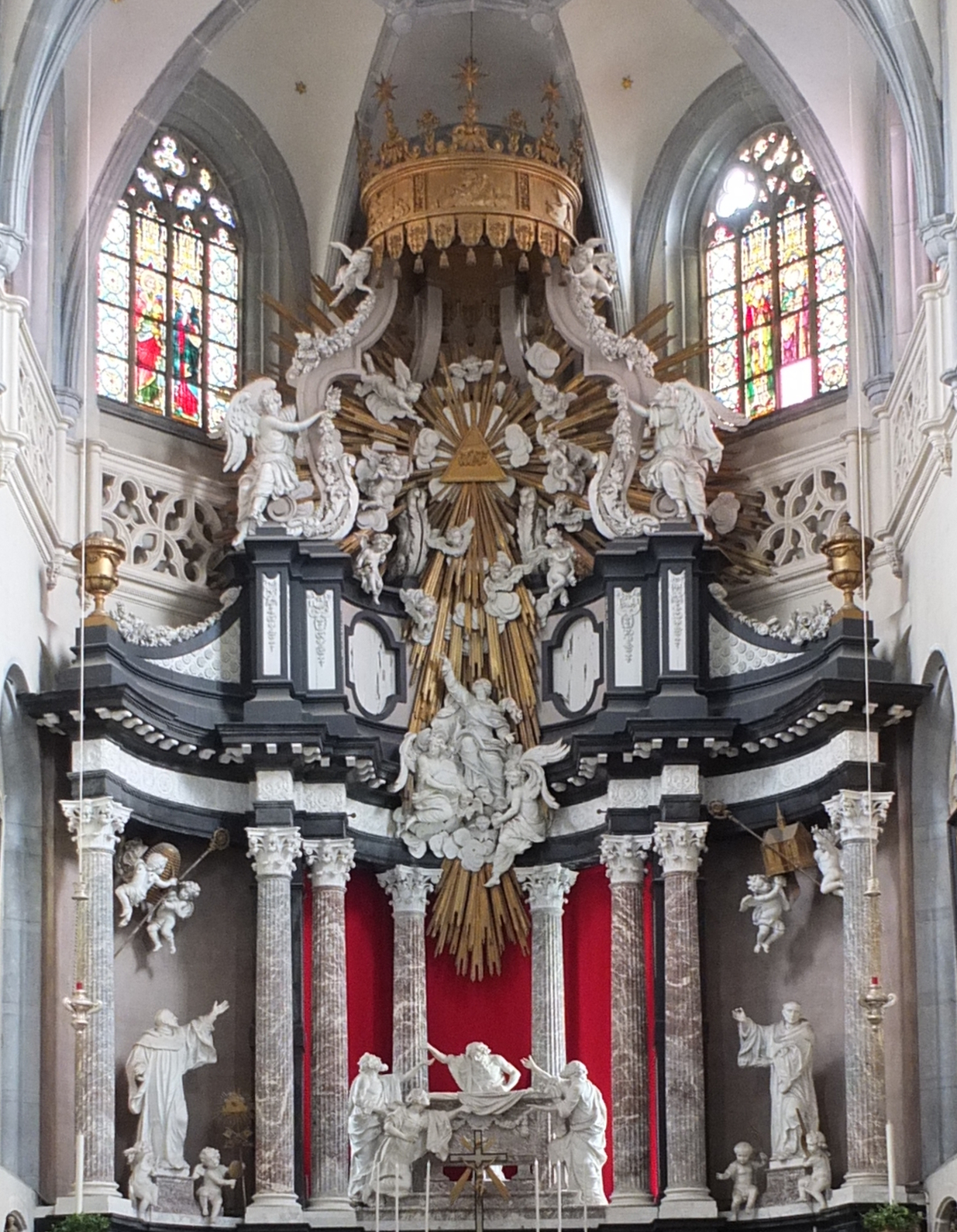
Altaar Sint-Andrieskerk (Antwerpen)